# 前田村 (北海道)
前田村（まえだむら）は、かつて北海道岩内郡に存在した村である。

## 沿革
- 1906年（明治39年）4月1日 - 北海道二級町村制施行に伴い、岩内郡老古美村・前田村・梨野舞納村および幌似村の大部分の区域をもって成立。当初は岩内支庁に所属。
- 1910年（明治43年）3月1日 - 支庁の統合により後志支庁に所属。
- 1923年（大正12年）4月1日 - 一級村へ移行。
- 1955年（昭和30年）4月1日 - 岩内郡小沢村・発足村と新設合併し、共和村が発足。同日前田村廃止。